# 曾彦修
曾彦修（1919年—2015年3月3日），男，四川宜宾人，中华人民共和国媒体人、杂文家。

## 生平
1937年至延安学习，1938年加入中国共产党。1941年，调到中央政治研究室工作，1943年调到中共中央宣传部工作。1949年南下，出任中共中央华南分局宣传部副部长，并参与创办《南方日报》，任《南方日报》社第一任总编辑、第二任社长。1957年被錯劃為右派。《南方日报》的创刊词《新的中国，新的广东》就是曾彦修撰写。后来，调任人民出版社副社长兼副总编辑、社长、总编辑等职务。1960月任上海中華書局辭海編輯所編審。“文化大革命”中受到迫害。1978年后，任中國大百科全書出版社籌備組成員。曾彦修被誉为“新中国成立以来最具影响力的报人和出版人之一”。
2015年3月3日，曾彦修在北京逝世，享年96岁。

## 著作
- 《严秀杂文选》
- 《审干杂谈》
- 《牵牛花蔓》
- 《一盏明灯与五十万座地堡》
- 《半杯水集》
- 《天堂往事略》
- 《微觉此生未整人》
- 《平生六记》
- 主编《鲁迅选集》（两卷本）[1][2]